# Diploglossus delasagra
Espèce
Synonymes
- Seincus delasagra Cocteau, 1838

Diploglossus delasagra est une espèce de sauriens de la famille des Diploglossidae.

## Répartition
Cette espèce est endémique de Cuba.

## Étymologie
Cette espèce est nommée en l'honneur de Ramón de la Sagra (1801-1871).

## Publication originale
- Cocteau, 1843 in Cocteau & Bibron, 1843 : Reptiles, p. 1-143 in Sagra, 1843 : Historia Física, Politica y Natural de la Isla de Cuba. Arthus Bertrand, Paris, vol. 4 (texte intégral).